# António Guterres
António Manuel de Oliveira Guterres (phát âm tiếng Anh: /ɡʊˈtɛrəs/, phát âm tiếng Bồ Đào Nha: [ɐ̃ˈtɔnju ɡuˈtɛʁɨʃ]; sinh ngày 30 tháng 4 năm 1949) là một chính khách người Bồ Đào Nha, cựu Thủ tướng Bồ Đào Nha, hiện là Tổng thư ký Liên Hợp Quốc thứ 9 từ ngày 1 tháng 1 năm 2017.

## Tiểu sử
Guterres sinh năm 1949 ở Lisbon. Ông có bằng kỹ sư và cử nhân vật lý, ngoài tiếng mẹ đẻ, ông còn nói lưu loát tiếng Anh, Pháp và Tây Ban Nha. Sau khi tốt nghiệp năm 1971, thì theo nghề giảng dạy. Đến năm 1974, ông gia nhập Đảng Xã hội Bồ Đào Nha và trở thành chính trị gia chuyên nghiệp. Năm 1995, sau khi được bầu làm Tổng thư ký Đảng Xã hội, trở thành Thủ tướng Bồ Đào Nha cho đến năm 2002. Năm 2005, Guterres trở thành Cao ủy của Liên Hiệp quốc về người tị nạn và đảm nhiệm vị trí này trong 10 năm.
Tuy Guterres là một Đảng viên của Đảng Xã Hội Bồ Đào Nha và là chính khách với nhiều vị trí quan trọng khác nhau, nhưng ông vẫn giữ tôn giáo của mình là đạo Công giáo. Ông là một trong các sáng lập viên của Grupo da Lux (Nhóm Ánh Sáng) do Dòng Phanxicô yểm trợ. Nhóm Grupo da Lux được thành lập đầu thập niên 1970, khi Guterres là sinh viên Đại học Lisboa. Nhóm này giúp đỡ cho các người nghèo tại thủ đô của Bồ Đào Nha. Trong số các thành viên bạn ông cùng làm việc trong nhóm này, có Marcelo Rebelo de Sousa, hiện là Tổng thống Bồ Đào Nha.
Guterres ngoài ra là thành viên Câu lạc bộ Madrid, một liên minh hàng đầu của các cựu tổng thống và cựu thủ tướng trên toàn thế giới, mục đích chính là để làm việc chung và thúc đẩy tiến trình dân chủ.
Ông Guterres cũng là quan chức đứng đầu Chính phủ một quốc gia thứ hai trở thành Tổng Thư ký Liên Hợp Quốc - chức vụ vốn chủ yếu được dành cho cựu Ngoại trưởng các nước và cũng là người theo Chủ nghĩa xã hội thứ hai giữ chức vụ này.